# 弗里欧维尔
弗里欧维尔（法語：Friauville，法語發音：[fʁijovil]）是法国默尔特-摩泽尔省的一个市镇，属于布里埃区。

## 地理
弗里欧维尔（49°8'45"N, 5°50'29"E）面积6.34 平方千米，位于法国大東部大區默尔特-摩泽尔省，该省份为法国东北部内陆省份，是洛林的一部分，北邻比利时、卢森堡，北起顺时针与摩泽尔省、下莱茵省、孚日省和默兹省接壤。
与弗里欧维尔接壤的市镇（或旧市镇、城区）包括：阿拉蒙、邦库尔、布兰维尔、孔夫朗昂雅尼西、雅尼、皮克斯。

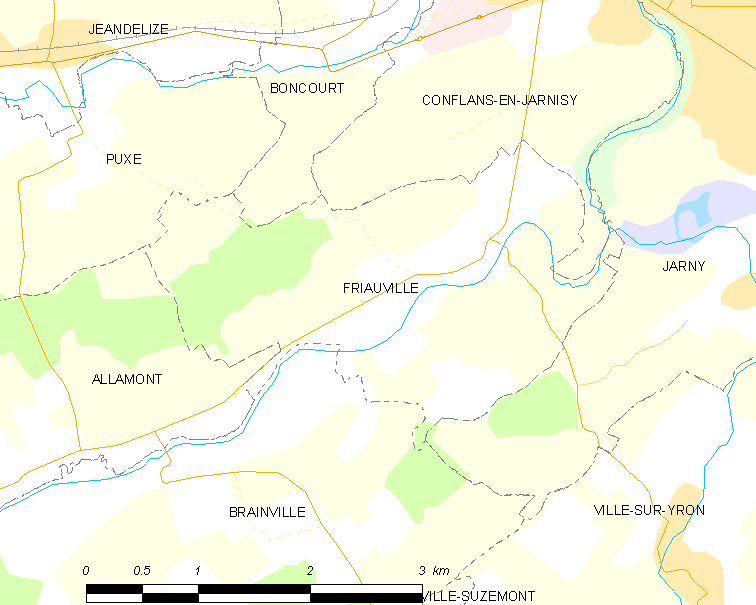
弗里欧维尔的OSM定位图

弗里欧维尔的时区为UTC+01:00、UTC+02:00（夏令时）。

## 行政
弗里欧维尔的邮政编码为54800，INSEE市镇编码为54213。

## 政治
弗里欧维尔所属的省级选区为雅尼县。

## 人口

1962-2008年间弗里欧维尔人口变化图示

弗里欧维尔于2022年1月1日时的人口数量为369人。